# 珠海九洲机场
珠海九洲机场（又名珠海九洲直升机场）位于珠海市吉大情侣中路80号，是珠海现有的三个机场之一（其中另一个是金湾机场）。目前是民用机场，并且是南海救助队的总部所在地，也是珠海雁州轻型飞机制造公司的基地机场。该机场目前有一条不足千米长的跑道，主要起降南海救助队的直升机以及雁州的轻型运动小飞机。
有一段时间，九洲机场的停机库租给了羽毛球馆。九州机场在珠海金湾机场（原三灶机场）通航前有一些BN-2小型飞机飞往珠海三灶机场与广州白云机场。但这些航线在珠海金湾机场（三灶机场）正式通航后就取消了。

## 历史
- 1983年：珠海九洲机场前身珠海直升机场实现通航，同年租用英国S61直升机，以珠海为基地进行海上作业。
- 1989年：九洲机场建成，珠海直升机场迁址至海景路（现情侣路），并更名九洲机场现名至今。

## 交通
- 公共汽車：海洲路口站：25路（往吉大、南屏或港珠澳大橋）、99路（往老香洲、新香洲或拱北）